# Toxocarpus himalensis
Toxocarpus himalensis là một loài thực vật có hoa trong họ La bố ma. Loài này được Falc. ex Hook. f. miêu tả khoa học đầu tiên năm 1883.